# 毛厄 (維也納)

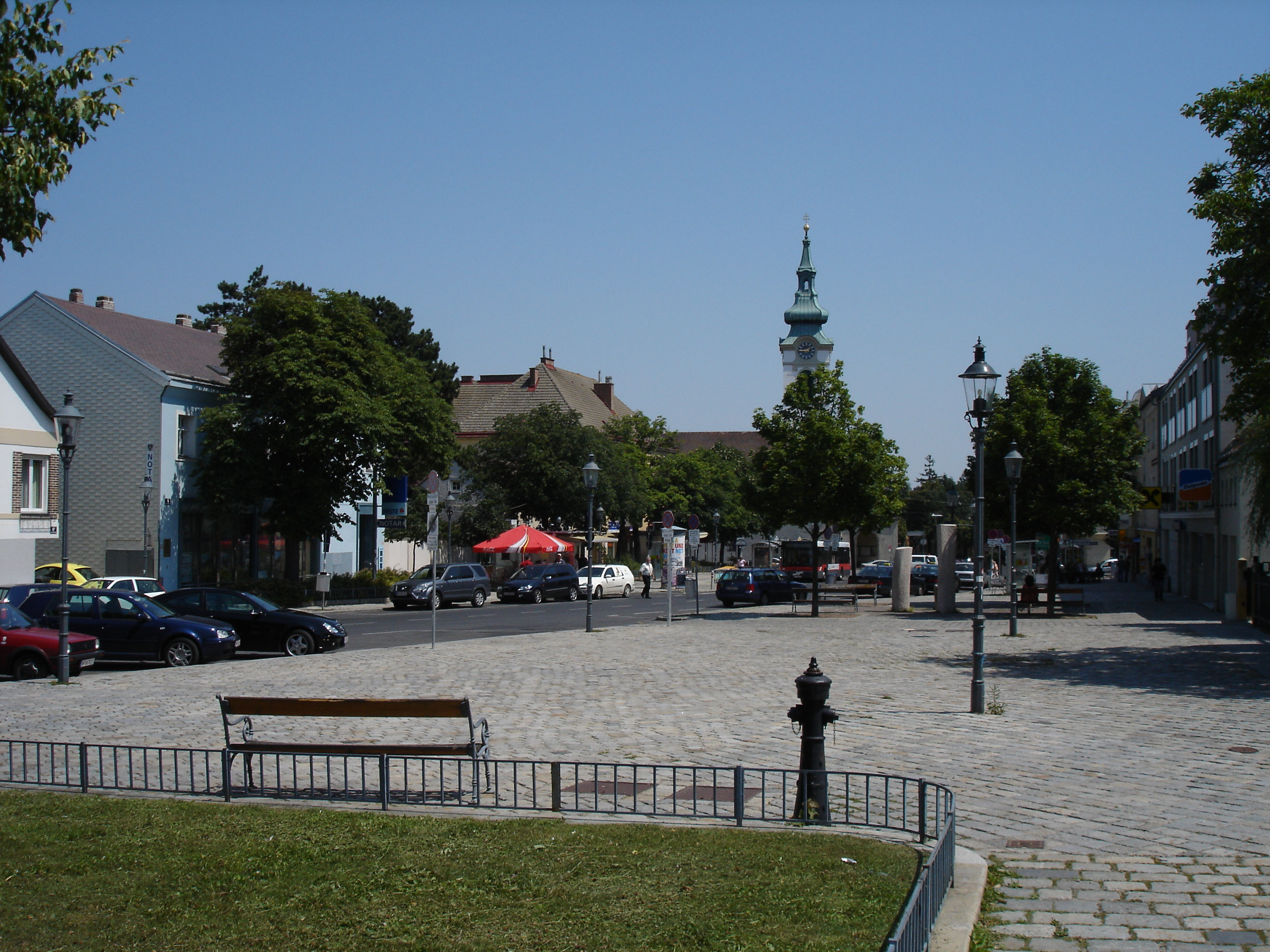
毛厄主廣場

毛厄（Mauer）是奧地利維也納第23區利辛的一部份，從前是下奧地利的一條村落，其名稱在德語中是「牆」的意思。

## 葡萄種植
毛厄是傳統的葡萄種植地，國內一些知名的葡萄酒製造商以此為基地。